# Makalu
Makalu (Chính thức trong tiếng Nepal: मकालु, ở Trung Quốc đã chính thức Makaru; tiếng Trung Quốc: 马卡鲁 山, bính âm: Mǎkǎlǔ Shan; Makalungma trong Limbu) là ngọn núi cao thứ năm trên thế giới ở độ cao 8.463 m (27.766 ft). Nó nằm trong dãy Himalaya Mahalangur 19 km (12 dặm) về phía đông nam của núi Everest, trên biên giới giữa Nepal và Trung Quốc. Một trong tám ngọn núi cao nhất thế giới, Makalu là một đỉnh cao bị cô lập có hình dạng là một kim tự tháp bốn mặt.